# Hans Goldschmidt
Johannes Wilhelm "Hans" Goldschmidt (født 18. januar 1861, død 21. maj 1923) var en tysk kemiker. Sammen med Alfred Stock udviklede han i 1932 den første kommercielt succesfulde proces til produktion af beryllium.
1. ↑  Navnet er anført på engelsk og stammer fra Wikidata hvor navnet endnu ikke findes på dansk.